# Окендо, Фрес
Фрес Оке́ндо (исп. Fres Oquendo; 1 апреля 1973 года, Сан-Хуан, Пуэрто-Рико) — пуэрто-риканский боксёр-профессионал, выступавший в супертяжелой весовой категории.

## Любительская карьера
- 1990 Золотые перчатки в полутяжелом весе. Спрингфилд
- 1992 Золотые перчатки в полутяжелом весе. Чикаго
- 1993 Золотые перчатки супер тяжелом весе. Чикаго
- 1993 Национальные Золотые Перчатки в супертяжелом весе
- 1995 Золотые перчатки супер тяжелом весе. Чикаго

## Профессиональная карьера
Дебютировал в мае 1997 года в тяжёлой весовой категории. В январе 1999 года, в своём 11-м поединке на профессиональном ринге Окендо победил непобежденного Дункана Докивари (12-0). В следующем поединке победил по очкам джорнимена Эверетта Мартина.
Затем победил американцев Фила Джексона и Берта Купера.
23 марта 2001 года в рейтинговом поединке нокаутировал непобежденного Клиффорда Этьена.
В сентябре 2001 года в бою за титул NABF встретился с Обедом Салливаном.В этом бою Салливан серьезно повредил плечевую мышцу-вращатель. Окендо победил техническим нокаутом в 11 раунде.
В декабре 2001 года нокаутировал в третьем раунде Дэвида Айзона (27-3).
13 апреля 2002 года Окендо вышел на ринг с самоанским нокаутёром Дэвидом Туа. Окендо был активнее, и вёл бой по очкам. в 9-м раунде Туа провёл мощную серию, во время которой рефери прекратил поединок зафиксировав победу Туа техническим нокаутом. Окендо потерпел первое поражение.
В марте 2003 года пуэрториканец нокаутировал Мориса Харриса.

### Чемпионские поединки
В сентябре 2003 года Окендо встретился с чемпионом мира в супертяжелом весе по версии IBF, Крисом Бёрдом. Чемпион победил единогласным решением судей близким решением.
В апреле 2004 года Окендо встретился с чемпионом мира в супертяжелом весе по версии WBA Джоном Руисом. Бой был близким, но Окендо выигрывал по очкам. В 11-м раунде Руис неожиданно нокаутировал претендента.
В ноябре 2006 года Окендо встретился с бывшим абсолютным чемпионом в 2-х весовых категориях Эвандером Холифилдом. В 1-м раунде, пропустив 1-й же удар, Окендо оказался в нокдауне. Бой был близким. Единогласным решением судей победил Холифилд.
Выиграл 3 боя, а затем в декабре 2008 года проиграл раздельным решением американцу, Джеймсу Тони.
В июле в 3-м раунде нокаутировал Марка Брауна (13-1).
26 июля 2009 года в бою за титул NABA встретился с бывшим чемпионом мира, Брюсом Селдоном. Окендо доминировал в бою. В концовке седьмого раунда Селдон был серьезно потрясен, и лишь гонг на пеперыв спас его от нокдауна. В следующей трехминутке Брюс пропустил серию увесистых ударов и присел на колено, но поднялся до окончания отсчета. Развязка наступила уже в следующем раунде, где под градом ударов Селдон вновь присел на колено, после чего рефери остановил бой. После этого боя Селдон ушёл из бокса.
В мае 2010 года проиграл по очкам бывшему абсолютному чемпиону в первом тяжёлом весе, Жан-Марку Мормеку.
В декабре 2010 года раздельным решением уступил бывшему чемпиону, Оливеру Макколу. После двух поражений подряд, больше года не выходил на ринг.
Вернулся в 2012 году, и победил двух рейтинговых боксёров, Трэвиса Фултона и Джо Абелля. В августе 2012 года досрочно победил опытного джорнимена, Роберта Хоукинса.
6 июля 2014 года проиграл раздельным решением судей Руслану Чагаеву бой за звание регулярного чемпиона мира в супертяжёлом весе по версии WBA.